# Schloss Englmannsberg
Das Schloss Englmannsberg ist ein Schlossgut in Englmannsberg in der Gemeinde Hohenwart im oberbayerischen Landkreis Pfaffenhofen an der Ilm.

## Geschichte
Das im Kern wohl spätmittelalterliche Schloss wurde im 15./16. Jahrhundert errichtet und im 18. Jahrhundert erweitert. Es wurde mit Ökonomiegebäuden 1922 aus- bzw. umgebaut und firmiert seither als Gräflich Toerring’sches Gut Englmannsberg. Aktueller Besitzer des Gutes ist Hans-Veit Graf zu Toerring-Jettenbach. Die renovierte Gutskapelle St. Wolfgang aus dem Jahr 1834 wurde 2017 feierlich wieder geweiht.

## Baubeschreibung

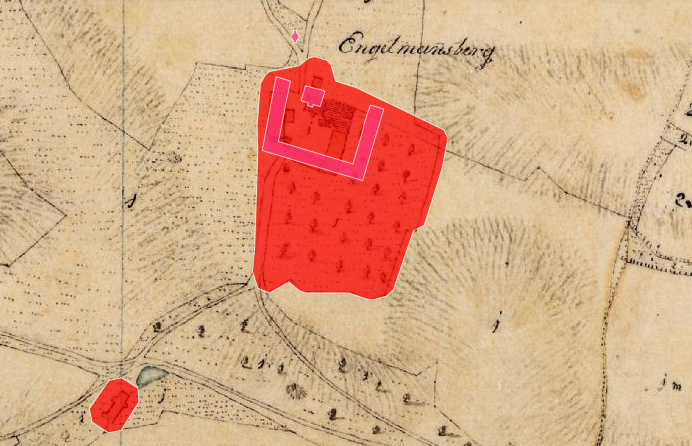
Lageplan von Schloss Englmannsberg auf dem Urkataster von Bayern

Das Bayerische Landesamt für Denkmalpflege führt das Schloss unter der Aktennummer D-1-86-128-45 als Baudenkmal:
- Ehem. Schlossgut, Vierseithof; Gutshaus, zweigeschossiger Mansardhalbwalmdachbau mit südlichem Eingangsvorbau, im Kern wohl spätmittelalterlich, 18. Jahrhundert, Umbau 1922
- Ökonomiegebäude, dreiseitig um einen rechteckigen Innenhof angeordnet, erdgeschossige, massive Satteldachbauten, teils mit verbrettertem und durchfenstertem Kniestock, Westtrakt im Kern 15./16. Jahrhundert, Renovierung 1828, Umbauten und Erneuerungen Mitte 19. Jahrhundert und 20. Jahrhundert.
- Kapelle St. Wolfgang, oktogonaler Zentralbau mit südlichem Eingangsturm mit Zeltdach, Sonnenuhr und nördlichem Sakristeianbau, Innenraum mit flachem Kuppelgewölbe, 1834

„Mittelalterliche und frühneuzeitliche Befunde im Bereich des ehem. Schlosses von Englmannsberg bei Koppenbach“ werden zudem als Bodendenkmal unter der Aktennummer D-1-7434-0075 geführt.